# Stadthavel
Das Naturschutzgebiet Stadthavel liegt auf dem Gebiet der kreisfreien Stadt Brandenburg an der Havel in Brandenburg.
Das Gebiet mit der Kenn-Nummer 1407 wurde mit Verordnung vom 19. Dezember 2002 unter Naturschutz gestellt. Das rund 250 Hektar ha große Naturschutzgebiet erstreckt sich südwestlich der Kernstadt von Brandenburg an der Havel östlich des Breitlingsees entlang der Brandenburger Niederhavel. Nördlich und östlich verläuft die B 1 und unweit südöstlich die Landesstraße L 93.